# 行为强迫
行为强迫是强迫症的一种表现，是指在平常的生活中对自己的行为有压抑性的强迫，生活行为与自身的心理活动驱使产生矛盾，引起一种“思想和行动不协调”的行为状况的病症，行为强迫是轻微强迫症的一种，如果不加以引导，有可能演变为更加严重的强迫症行为。

## 如何识别
强迫行为的目的多是为缓解情绪上的焦虑和痛苦，识别强迫行为应注意以下四点：
一、隐蔽的小动作
有些人在减少一方面强迫行为后，则会出现另外几种细小的强迫行为来降低焦虑感。例如有人减少了强迫洗手的行为后，则出现了搓手或双手食指碰触等行为。
二、脑内的小剧场
脑中似乎总有两个声音同时出现，让自己往两个相反方向走。
例如有人看到同性恋视频开始自我怀疑，一个声音告诉他不是同性恋，另一个声音则告诉他他就是同性恋。
三、停不了的思绪
明明已停下了某些动作，但脑中还在不停的确认和回想。
例如有些人出门时必须反复检查门窗锁、煤气等，即便检查完毕出发后脑中还在不停的确认和回想是否关好门窗、煤气等。
四、为了答案想破脑袋
对于某些问题必须刨根问题，但遇到大多数找不到答案的问题则特别烦躁，继续日以继夜的想。
例如某些人过马路数了21条斑马线，就开始想为什么是21不是20条？为找到这个问题的答案用尽脑细胞。